# Persea
Persea ist eine Pflanzengattung innerhalb der Familie der Lorbeergewächse (Lauraceae). Die etwa 150 Arten sind hauptsächlich in den tropischen Regionen Mittel- und Südamerikas heimisch, einige Arten sind jedoch auch in Asien zu finden. Die bekanntesten Arten sind die Avocado (Persea americana) und die Indische Persea (Persea indica).

## Beschreibung

### Vegetative Merkmale
Es sind immergrüne Sträucher oder mittelgroße Bäume. Die dünne Rinde ist rötlich braun. Die wechselständigen, anfangs behaarten, später lederig glänzenden Laubblätter duften oft aromatisch.

### Generative Merkmale
Die Blütenstände sind rispig bis traubig. Die zwittrigen Blüten sind dreizählig. Einige Arten sind Dichogam. Die Blütenhüllblätter sind nicht in Kelch und Krone gegliedert, es sind also Tepalen. Die äußeren Tepalen sind kürzer als die inneren oder gleich groß. Es ist ein kleiner Blütenbecher vorhanden. Es sind neun oder sechs Staubblätter sowie Staminodien vorhanden, die jeweils Drüsen bzw. Nektarien besitzen können. Die Antheren sind vier- oder zweikammerig. Der Fruchtknoten ist mittel- bis oberständig und der Griffel ist kurz bis fehlend, die Narbe ist kopfig. Die reifen Früchte, Beeren, sind rundlich bis ellipsoid, tief blau bis schwarz. Die Tepalen bleiben an der Basis der reifen Früchte erhalten oder auch nicht. Der Fruchtstiel ist oft etwas vergrößert.

## Systematik

### Taxonomie
Die Gattung Persea wurde im Jahr 1754 durch Philip Miller aufgestellt. Ein Homonym ist Persea C.F.Gaertn. (Supplementum Carpologiae 1805, S. 222).

### Botanische Geschichte
Der Umfang der Gattungen dieser Verwandtschaftsgruppe wird kontrovers diskutiert. Die Gattung Persea s. l. ist nicht monophyletisch. Einige Arten sind allerdings in die Gattungen Alseodaphne, Dehaasia und Nothaphoebe zu stellen. Die asiatische Untergattung Machilus wird von vielen Autoren als eigene Gattung Machilus betrachtet (zum Beispiel in der Flora of China). Eine andere nahe verwandte Gattung, Beilschmiedia (beispielsweise Beilschmiedia mannii (Meisn.) Benth. & Hook.f. ex B.D.Jacks.), wird manchmal auch in die Gattung Persea eingegliedert. Synonyme für Persea Mill. waren: Machilus Rumph. ex Nees, Mutisiopersea Kosterm., Tamala Raf.
Im weitgefassten Umfang gibt es in der Gattung Persea s. l. etwa 150 Arten.
Die Gattung Persea s. l. wurde in drei Untergattungen gegliedert:

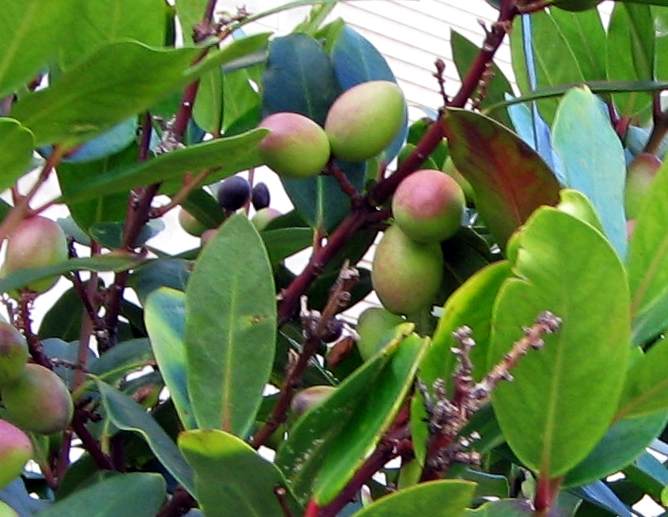
Indische Persea (Persea indica)

- Untergattung Persea: Es gibt etwa zwei Arten in Zentralamerika:
  - Avocado (Persea americana Mill., Syn.: Persea gratissima C.F.Gaertn., Persea edulis Raf.) mit mindestens sechs Varietäten:
    - Persea americana Mill. var. americana
    - Persea americana var. drymifolia (Schltdl. & Cham.) S.F.Blake
    - Persea americana var. floccosa (Mez) Scora
    - Persea americana var. guatemalensis (L.O.Williams) Scora
    - Persea americana var. nubigena (L.O.Williams) L.E.Kopp
    - Persea americana var. steyermarkii (C.K.Allen) Scora

  - Wilde Avocado (Persea schiedeana Nees): Sie ist von Mexiko über Zentralamerika bis Kolumbien verbreitet.

- Untergattung Eriodaphne (Syn.: Mutisiopersea Kosterm.): Die etwa 70 Arten sind beheimatet in den Neotropis und Makaronesien:
  - Persea borbonia (L.) Spreng.: Die Heimat sind die USA und die Bahamas.[3]
  - Persea caerulea (Ruiz & Pav.) Mez (Syn.: Persea skutchii C.K.Allen): Sie ist Costa Rica, Honduras, Nicaragua, Panama, Venezuela, Kolumbien, Bolivien, Ecuador und Peru weitverbreitet.[3]
  - Persea cinerascens Blake: Sie kommt in Mexiko vor.[3]
  - Persea donnell-smithii Mez: Sie ist von Mexiko über Guatemala, Costa Rica, Honduras bis Nicaragua verbreitet.[3]
  - Indische Persea (Persea indica (L.) Spreng.): Die Heimat sind die Kanaren und Madeira.[4] Auf den Azoren ist sie ein Neophyt.[4] (Sie gehört vielleicht in eine vierte eigene Untergattung)
  - Persea lingue (Ruiz & Pav.) Nees: Die Heimat ist Argentinien und Chile;[3] sie ist in Afrika ein Neophyt.
  - Persea longipes (Schltdl.) Meisn.: Die Heimat ist Mexiko und Belize.[3]
  - Persea palustris (Raf.) Sarg (Syn.: Persea skutchii C.K.Allen): Die Heimat sind die USA und die Bahamas.[3]

- Untergattung Machilus: Die etwa 80 Arten sind in Asien verbreitet; sie gehören nicht mehr zur Gattung Persea sondern zur Gattung Machilus Rumph. ex Nees, beispielsweise:
  - Persea nanmu Oliv. → Machilus nanmu (Oliv.) Hemsl.

### VerwandtschaftsgruppePersea
Seit 2017 enthält die Persea group die etwa acht Gattungen mit 400 bis 450 Arten:
- Alseodaphe Nees: Sie enthält mindestens 50 Arten, von denen etwa 90 % im tropischen Asien gedeihen.[5]
- Alseodaphnopsis H.W.Li & J.Li: Sie wurde 2017 mit neun Arten aufgestellt. Sie kommen hauptsächlich am nördlichen Rand des tropischen Gebietes im südwestlichen China vor. Das Verbreitungsgebiet reicht auch bis zum nordöstlichen Indien, Laos, Myanmar, Thailand sowie Vietnam. Soweit bisher bekannt gedeihen sie in Wäldern im tropischen Karst.[5] 2020 kommen noch zwei Arten aus dem südwestlichen China und Myanmar hinzu.[6]
- Apollonias Nees: Sie enthält nur eine Art:[5]
  - Barbusano (Apollonias barbujana (Cav.) Bornm.): Sie kommt auf Madeira und den Kanarischen Inseln vor.
- Dehaasia Blume: Sie enthält etwa 35 Arten.[5] Sie kommen von China über Kambodscha, Laos, Vietnam, Myanmar, Thailand, Malaysia bis Indonesien und die Philippinen vor. Das Zentrum der Artenvielfalt ist das westliche Malaysia.
- Machilus Rumph. ex Nees: Sie enthält etwa 100 Arten, Umfang unsicher.[5] Sie sind vom subtropischen bis tropischen Süd- und Südostasien und hauptsächlich in China verbreitet.
- Nothaphoebe Blume: Sie enthält etwa 40 Arten, Umfang unsicher.[5]
- Persea Mill. s. str.: Sie enthält etwa 100 Arten, Umfang unsicher. Die meisten Arten kommen in der Neuen Welt vor.[5] Sie wird in zwei Untergattungen gegliedert.[5]
- Phoebe Nees: Sie enthält etwa 100 Arten, Umfang unsicher.[5] Sie sind vom subtropischen bis tropischen Asien verbreitet.

## Weiterführende Literatur
- Jens G. Rohwer, Jie Li, B. Rudolph, S. A Schmidt, Henk van der Werff, Hsi-Wen Li: Is Persea (Lauraceae) monophyletic? Evidence from nuclear ribosomal ITS sequences. In: Taxon, Volume 58, Issue 4, 2009, S. 1153–1167. Volltext-PDF bei ResearchGate.
- K. Mase, S. Tagane, P. Chhang, T. Yahara: A Taxonomic Study of Machilus (Lauraceae) in Cambodia based on DNA Barcodes and Morphological Observations. In: Acta Phytotaxonomica et Geobotanica, Volume 71, Issue 2, 2020, S. 79–101.